# Атаев, Гельды
Гельды Атаев (род. 1933) — туркменский советский рабочий, депутат Верховного Совета СССР.

## Биография
Родился в 1933 году. Туркмен. Беспартийный. Образование среднее.
С 1951 года — рабочий. В 1955-1956 годах служил в Советской Армии. С 1956 года — слесарь, помощник бригадира, бригадир монтёров. С 1969 года — наладчик автоматов и полуавтоматов машиннованного цеха стекольного комбината им. В.И. Ленина, г. Ашхабад.
Депутат Совета Национальностей Верховного Совета СССР 9 созыва (1974—1979) от Ашхабадского — Железнодорожного избирательного округа № 420 Туркменской ССР. Член Планово-бюджетной комиссии Совета Национальностей.